# Amtsgericht Bautzen

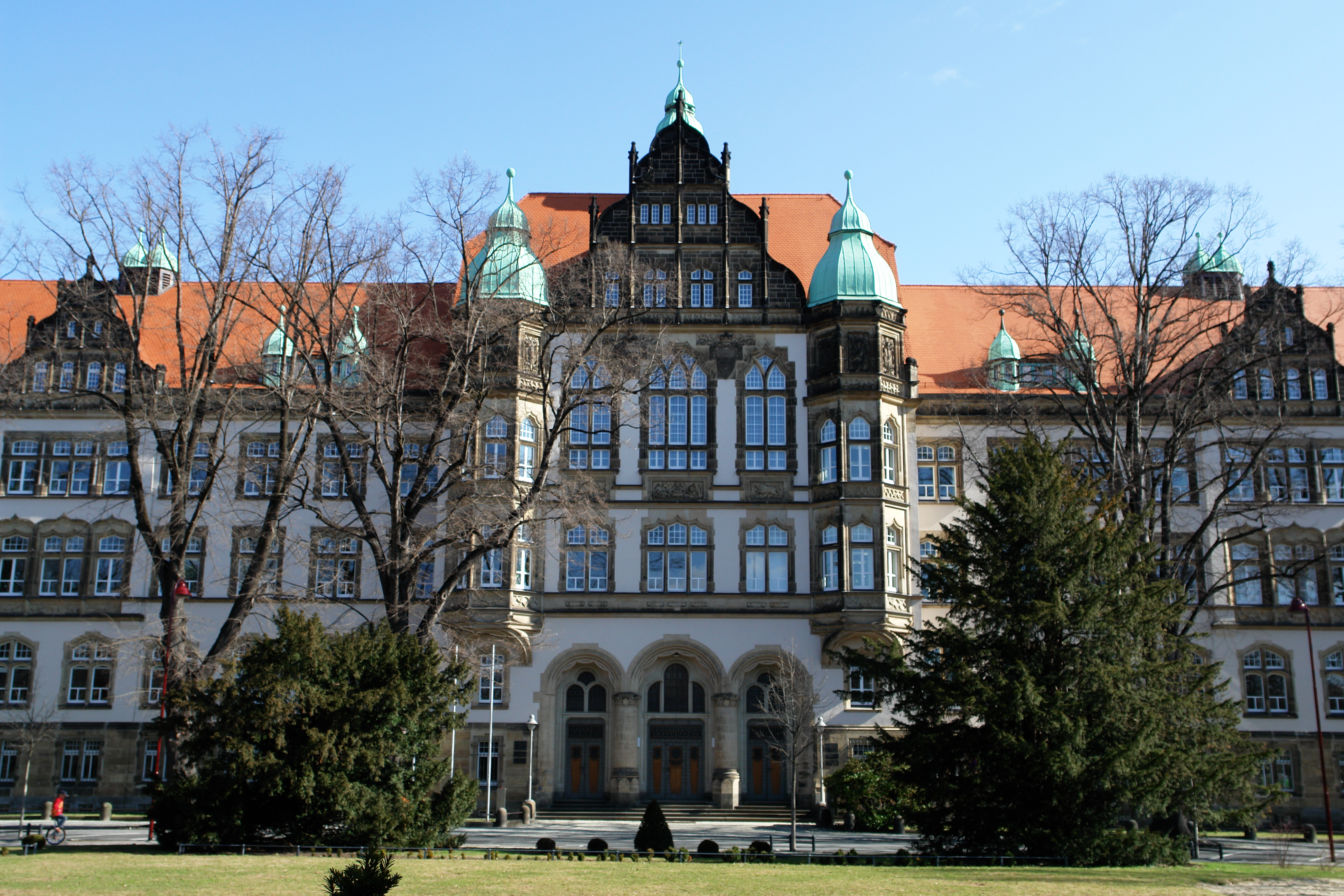
Gerichtsgebäude (2006)

Das Amtsgericht Bautzen (obersorbisch Hamtske sudnistwo Budyšin) ist ein Gericht der ordentlichen Gerichtsbarkeit und eines der insgesamt 25 Amtsgerichte des Bundeslandes Sachsen.

## Gerichtssitz und -bezirk
Sitz des Gerichtes ist die Große Kreisstadt Bautzen. Der Gerichtsbezirk erstreckt sich auf die Gemeinden Bautzen, Bischofswerda, Burkau, Cunewalde, Demitz-Thumitz, Doberschau-Gaußig, Frankenthal, Göda, Großdubrau, Großharthau, Großpostwitz, Hochkirch, Königswartha, Kubschütz, Malschwitz, Neschwitz, Neukirch/Lausitz, Obergurig, Puschwitz, Radibor, Rammenau, Schirgiswalde-Kirschau, Schmölln-Putzkau, Sohland an der Spree, Steinigtwolmsdorf, Weißenberg und Wilthen. Das Amtsgericht Bautzen ist darüber hinaus zuständig für alle Zwangsversteigerungs- und Zwangsverwaltungsverfahren der Amtsgerichtsbezirke Bautzen, Hoyerswerda und Kamenz. Ferner werden bei ihm alle Landwirtschaftssachen der Landgerichtsbezirke Dresden und Görlitz bearbeitet.

## Über- und nachgeordnete Gerichte
Dem Amtsgericht Bautzen sind das Landgericht Görlitz, sodann das Oberlandesgericht Dresden und anschließend der Bundesgerichtshof übergeordnet.

## Geschichte
In Bautzen bestand bis 1879 das Gerichtsamt Budissin (ab 1868: Gerichtsamt Bautzen) als Eingangsgericht. Nach der Auflösung des Gerichtsamtes Weißenberg (1874) Gerichtsamtes Schirgiswalde (1874) und Gerichtsamtes Königswartha (1875) vergrößerte sich sein Gerichtsbezirk deutlich. Im Rahmen der Reichsjustizgesetze wurden 1879 im Königreich Sachsen die Gerichtsämter aufgehoben und Amtsgerichte, darunter das Amtsgericht Bautzen, geschaffen. Der Gerichtssprengel umfasste Bautzen, Arnsdorf mit Neuarnsdorf und Postschänke, Auritz, Baruth, Basankwitz, Baschütz mit Neupurschwitz, Belgern, Berge, Binnewitz, Birkau, Bloaschütz, Blösa, Boblitz mit Neuboblitz, Bocka bei Luppa, Bolbritz, Bornitz mit Neubornitz, Brehmen, Briesing, Brießnitz, Brösa, Brösang, Brohna mit Neubrohna, Buchwalde, Burk, Camina mit Grünbusch, Caminau, Canitz-Christina, Cannewitz bei Gröditz, Caßlau, Coblenz, Cölln mit Galgenschänke, Colonie-Kleinwelka, Commerau bei Bautzen, Commerau bei Königswartha, Cortnitz, Cosul, Cossern, Crosta, Dahlowitz, Dahren, Daranitz, Denkwitz, Diehmen, Doberschau mit Alte Ziegelscheune, Doberschütz bei Bautzen, Doberschütz bei Königswartha, Dobranitz, Döberkitz, Döbschke, Döhlen, Drauschkowitz mit Neudrauschkowitz, Dreikretscham, Dretschen, Droben, Dubrauke mit Feldhäusern, Ebendörfel (Belschwitz), Eutrich, Gaußig (Groß-) mit Keildorf, Wassersorge und Ziegendorf, Geißlitz, Gleina mit Kleingleina und Windmühlenhäuser, Gnaschwitz, Göbeln, Göda, Golenz, Gröditz mit Neuteich, Großbrösern, Großdöbschütz, Großdubrau, Großkunitz, Großseitschen, Großwelka mit Bleiche, Grünthal und Neugroßweka, Grubditz, Grubschütz, Günthersdorf, Guhra mit Neuguhra, Guttau mit Fleißig und Neudörfel (Guttauer Anteil), Hainitz, Halbendorf bei Bautzen, Holscha, Holschdubrau, Jannowitz, Jenkwitz mit Kleinjenkwitz, Jeschütz, Jeßnitz mit Neujeßnitz, Jetscheba, Johnsdorf, Katschwitz, Kauppa, Kleinbautzen, Kleinboblitz, Kleinbrösern, Kleindöbschütz, Kleindubrau, Kleinförstchen mit Dreistern, Kleingaußig, Kleinkunitz, Kleinpraga, Kleinsaubernitz mit Neudörfel (Anteilig) und Vorwerk, Kleinseidau, Kleinseitschen mit Puschermühle, Kleinwelka, Klix, Königswartha mit Entenschänke und Straßenhäusern, Kreckwitz, Krinitz, Kronförstchen, Kubschütz mit Neukubschütz, Kumschütz, Lauske, Lehn bei Bautzen, Leichnam mit Kleinleichnam und Wrocke, Liebon, Lippitsch, Lissahora, Litten, Lömischau, Löschau, Loga, Lomske bei Milkel, Lomske bei Neschwitz, Lubachau, Luga mit Neuluga (Posthorn) und Lugaer Grünbusch, Luppa, Luppedubrau, Luttowitz, Malschwitz, Malsitz mit Neumalsitz, Mehltheuer, Merka, Meschwitz, Milkel, Milkwitz, Mönchswalde, Muschelwitz, Nadelwitz, Naundorf, Nechern mit Zipskretscham, Nedaschütz, Neschwitz, Neubloaschütz, Neudiehmen, Neudorf bei Bautzen, Neudorf bei Königswartha, Neudorf bei Neschwitz, Neulauske, Neupuschwitz, Niedergurig mit Lubas, Niederkaina mit Königsmühle und Neuniederkaina, Niederuhna, Niesendorf, Nimschütz, Oberförstchen, Obergurig mit Blumenthal, Oberkaina, Oberuhna, Oehna, Oppitz mit Neuoppitz, Pannewitz bei Königswartha, Paßditz, Pielitz, Pietzschwitz, Pließkowitz, Pommritz, Postwitz (Groß-), Preititz, Preske, Preuschwitz, Prischwitz, Purschwitz mit Neupurschwitz, Puscheritz, Puschwitz, Quatitz mit Margarethenhütte, Quoos, Rabitz, Rachlau, Rackel, Radibor mit Grünbusch, Mühlhäusern und Schwarzadler, Rascha, Rattwitz, Rieschen, Ruhethal, Särchen mit Neu-Särchen, Salga, Salzenforst, Saritsch, Scheckwitz, Schlungwitz, Schmochtitz, Schwarznaußlitz, Sdier, Seidau, Semmichau, Siebitz, Singwitz, Soculahora mit Jeßnitz im Gebirge, Sollschwitz, Soritz, Sornßig, Steindörfel, Stiebitz, Storcha, Strehla, Strohschütz, Techritz, Teicha, Teichnitz mit Neuteichnitz, Temritz, Truppen, Uebigau, Waditz, Wartha, Wawitz, Weicha, Weißig bei Bautzen, Weißnaußlitz, Wessel, Wetro, Wuischke bei Hochkirch mit Neuwuischke, Wuischke bei Weißenberg, Wurschen, Zescha, Zieschütz, Zischkowitz, Zockau, Zscharnitz und Zschillichau sowie das Halbendorfer Forstrevier. Das Amtsgericht Bautzen war eines von 18 Amtsgerichten im Bezirk des Landgerichtes Bautzen. Der Amtsgerichtsbezirk umfasste danach 53.855 Einwohner. Das Gericht hatte damals vier Richterstellen und war das größte Amtsgericht im Landgerichtsbezirk. Kriegsbedingt wurde das Amtsgericht Schirgiswalde in den 1940er Jahren in ein Zweiggericht des Amtsgerichtes Bautzen umgewandelt. Im Jahre 1951 wurde es endgültig aufgelöst und das Amtsgericht Bautzen übernahm seine Aufgaben.
Mit der Verordnung zur Änderung von Gerichtsbezirken im Lande Sachsen vom 5. Mai 1951 wurden die Gerichtsbezirke in der DDR an die Landkreise angepasst. Der Sprengel des Amtsgerichts Bautzen war damit der Kreis Bautzen. Mit der Verwaltungsreform von 1952 wurde das Amtsgericht Bautzen aufgehoben und an seiner Stelle das Kreisgericht Bautzen errichtet. Gerichtssprengel war weiter der Kreis Bautzen. Im Jahre 1992 wurde das Amtsgericht Bautzen mit dem Sächsischen Gerichtsorganisationsgesetz wieder errichtet. Im Jahre 2012 wurde das Landgericht Bautzen aufgehoben und das Amtsgericht Bautzen dem Landgericht Görlitz zugeordnet.

## Gerichtsgebäude
Das Amtsgericht Bautzen ist zusammen mit den Außenkammern des Landgerichtes Görlitz (dem ehemaligen Landgericht Bautzen), dem Arbeitsgericht Bautzen und der Zweigstelle Bautzen der Staatsanwaltschaft Görlitz im Justizpalast in der Lessingstraße 7, 02625 Bautzen untergebracht. Der Gebäudekomplex wurde von 1902 bis 1906 nach Plänen von Baurat Baumann, Regierungsbaumeister Kempe, Baurat Schnabel und Bauamtsarchitekt Grosselt erbaut und am 6. September 1906 bezogen. Die Hauptfronten werden durch Seitenrisalit gegliedert, das Gebäude ist im spätgotischen Stil mit Anklängen von Jugendstil gestaltet. Das dazugehörige Gerichtsgefängnis mit Eingang in der Weigangstraße diente in den Jahren 1945–1949 als sowjetisches Untersuchungsgefängnis
und von 1956 bis 1989 als Sonderhaftanstalt Bautzen des Ministeriums für Staatssicherheit.